# 十字镇 (全椒县)
十字镇，是中华人民共和国安徽省滁州市全椒县下辖的一个乡镇级行政单位。

## 行政区划
十字镇下辖以下地区：
十字社区、汊河村、陈浅村、百子村、杨庄村、界首村、高桥村、王郢村、十字村、华林村、化龙村和全椒县工业园区社区。